# Flemming Muus
Flemming Bruun Muus, né le 21 novembre 1907 à Copenhague (Danemark) et mort le 23 septembre 1982 à Virum, est un écrivain danois et résistant pendant l'occupation allemande du Danemark pendant la Seconde Guerre mondiale. 
En 1942, il est recruté au Royaume-Uni par le Special Operations Executive et envoyé au Danemark en mars 1943 pour coordonner la résistance. Il reçoit l'Ordre du Service distingué pour sa contribution au mouvement de résistance et son aide à la libération du Danemark par les Alliés.
Une fois la guerre terminée, Muus est arrêté par les autorités britanniques pour détournement de fonds et remis aux autorités danoises. En juin 1946, il est condamné à deux ans de prison. Il est gracié après quelques mois à condition qu'il s'exile de lui même du Danemark pendant cinq ans. De 1946 à 1949, lui et sa femme voyagent en Angleterre, en Afrique du Sud et en Italie avant de retourner au Danemark. Muus lui-même admet que d'importantes sommes d'argent étaient passées entre ses mains, mais nie toute accusation de détournement de fonds. 
Il se marie à sa secrétaire de guerre Varinka Wichfeld Muus (9 février 1922-18 décembre 2002) qui a également contribué au mouvement de résistance et dont la mère Monica Wichfeld a été la première femme danoise à être victime de la peine capitale pour résistance face aux Allemands. 
Durant et après son exil, il devient écrivain, son premier roman autobiographique durant la résistance Der kom en dag, publié en 1953, devient un film de guerre en 1955. Puis il coécrit avec sa Varinka Monica Wichfeld, une femme très galante en 1955, un livre biographique sur sa belle-mère. Il continuera d'écrire sur ses mémoires de guerres, notamment The Spark and the Flame.